# سیاه‌رود
سیاه رود، روستایی است از توابع بخش مرکزی شهرستان نوشهر در استان مازندران ایران.

## جمعیت
این روستا در دهستان کالج قرار دارد و براساس سرشماری مرکز آمار ایران در سال ۱۳۸۵، جمعیت آن ۳۷۰ نفر (۱۰۸خانوار) بوده‌است. مردم سیاه رود از قومیت طبری هستند. مردم سیاه رود به زبان طبری با گویش کجوری سخن می‌گویند.
سیاه رود اولین روستای نوشهر از سمت شرق است. با دریا فاصله چندانی ندارد.